# 음성변환용코드
음성변환용 코드(영어: Voice code)는 종래에 많이 쓰이던 바코드의 용량 제한을 극복하고 그 형식과 내용을 확장한 2차원의 바코드이다.
법적인 명칭은 점자·음성변환용 코드이며, 통용되는 명칭으로는 음성바코드, 음성변환용코드라 한다.
음성변환용 코드는 시각장애인의 인쇄물 접근성 향상을 위한 점자·음성 변환용 코드 활용지침(KS X 3095-국가표준 제정-2012년12월18일)으로 국가표준으로 지정되었으며,
장애인차별금지 및 권리구제등에 관한 법률로 시각장애인의 정당한 편의제공을 위한 수단으로 법제화되었다.
공공기관 및 지방자치단체의 경우 음성변환용 코드 제공이 의무화되어있으며, 현재 민원24등 각종 인터넷 증명발급시스템과 각종 기관, 지방자치단체, 복지관 등의 소식지를 통해 인쇄물 우측상단에 음성변환용코드가 삽입되어 제공되고 있다.

## 특징
정보소외계층을 위한 2차원 바코드로써 두페이지 분량의 텍스트 정보를 1.8cm2의 바코드 안에 저장하여 시각장애인 스스로 스마트폰 앱 및 인쇄물 음성변환 출력기를 이용하여 텍스트 내용을 음성으로 확인 가능한 고밀도 2차원바코드이다.
음성변환용코드는 데이터 정보 뿐만 아니라 이미지와 미디 등 다양한 형태의 정보저장이 가능하다.

## 사용 방법
음성변환용코드가 삽입된 증명서나 인쇄물을 스마트폰앱 또는 인쇄물 음성변환 출력기를 통해 코드를 스캔하면 텍스트 정보를 복원하여 TTS(음성합성장치)를 통해 음성으로 출력하여 시각장애인 스스로가 인쇄물 내용을 음성으로 확인 할 수 있다.
스마트폰 앱은 한국시각장애인연합회의 시각장애인편의센터 앱을 통해 확인가능하며 글자를 크게 확대해서 보거나, 색상을 변경해서 고대비로 확인할 수도 있으며, 번역기와 연동하여 다양한 외국어로 번역해서 확인할 수도 있다.

## 주요 용도
시각장애인 인쇄물 정보접근 (음성출력)
노인 및 저시력자 인쇄물 정보접근 (확대 및 색상 변경(고대비))
다문화 가정 정보접근 (번역)

## 법적 근거
장애인차별금지 및 권리구제등에 관한 법률
○ 법률 제14조(정당한 편의제공 의무) 제1항 제4호
- 4. 시·청각 장애인의 교육에 필요한 수화통역, 문자통역(속기), 점자자료, 점자·음성변환용코드가 삽입된 자료, 자막, 큰문자자료, 화면낭독·확대프로그램, 보청기기, 무지점자단말기, 인쇄물음성변환출력기를 포함한 각종 장애인보조기구 등 의사소통수단
○ 법률 제21조(정보통신·의사소통 등에서의 정당한 편의제공의무) 제5항
- ⑤ 다음 각 호의 사업자는 장애인이 장애인 아닌 사람과 동등하게 접근·이용할 수 있도록 출판물(전자출판물을 포함한다. 이하 이 항에서 같다) 또는 영상물을 제공하기 위하여 노력하여야 한다. 다만, 「도서관법」 제18조에 따른 국립중앙도서관은 새로이 생산·배포하는 도서자료를 점자, 점자·음성변환용코드가 삽입된 자료, 음성 또는 확대문자 등으로 제공하여야 한다.
○ 제23조(정보접근ㆍ의사소통에서의 국가 및 지방자치단체의 의무) 제3항
- ③국가와 지방자치단체는 장애인이 장애의 유형 및 정도, 특성에 따라 수화, 구화, 점자, 점자·음성변환용 코드가 삽입된 자료, 큰문자 등을 습득하고 이를 활용한 학습지원서비스를 제공받을 수 있도록 필요한 조치를 강구하여야 하며, 위 서비스를 제공하는 자는 장애인의 의사에 반하여 장애인의 특성을 고려하지 않는 의사소통양식 등을 강요하여서는 아니 된다.

## 유의 사항
음성변환용코드는 한국시각장애인연합회 등의 단체에서 시각장애인용 2차원 바코드로 표준화(TTAK.KO-06_0180) 하였으며, 모든 공공기관 등에서는 해당 표준코드 기술을 활용하고 있다.
음성변환용코드는 시각장애인연합회의 시각장애인편의센터 앱을 통해서 확인 가능하여야 한다.